# Jojo Rabbit
Pour plus de détails, voir Fiche technique et Distribution.
Jojo Rabbit ou Jojo au Québec est un film américain réalisé par Taika Waititi et sorti en 2019. C'est une adaptation du roman Le Ciel en cage (Caging Skies), de Christine Leunens.
Le film se déroule en Allemagne, durant les derniers mois de la Seconde Guerre mondiale. Johannes « Jojo » Betzler, âgé de 10 ans, est maltraité par ses camarades alors qu'il participe à un camp des jeunesses hitlériennes ( Deutsches Jungvolk). Incapable de tuer un lapin (rabbit en anglais), il est traité de lâche et surnommé Jojo Rabbit. Il se console avec son ami imaginaire, Adolf Hitler. Amoureux de la « nation » et grand partisan du Führer, il voit sa vie remise en cause lorsqu'il découvre que sa mère cache une jeune Juive dans le grenier de leur maison.
Présenté au Festival international du film de Toronto 2019, il obtient le prix du public. Il obtient l'Oscar du meilleur scénario adapté en 2020.

## Synopsis
Habitant à Falkenheim, une petite ville allemande, en pleine Seconde Guerre mondiale, Johannes « Jojo » Betzler (Roman Griffin Davis) est un jeune garçon de dix ans, fervent admirateur d'Adolf Hitler et du régime nazi. Il a d'ailleurs pour ami imaginaire une version légèrement bouffonesque et déjantée du dictateur nazi (Taika Waititi).
Lors d'un séjour dans un camp d'entraînement des Jeunesses hitlériennes animé par le capitaine Klenzendorf (Sam Rockwell), Jojo est moqué pour son incapacité à tuer de sang-froid un lapin, et y gagne le surnom de « Jojo Rabbit » (« rabbit » signifiant « lapin » en anglais). Jojo s'enfuit du groupe qui le brime avant d'être revigoré par son ami Adolf. Débordant soudainement d'énergie, Jojo retourne vers le groupe, subtilise une grenade, dont Klenzendorf souhaitait faire la démonstration, et la lance. Toutefois, la grenade ricoche contre un arbre et retombe aux pieds de Jojo, avant d'exploser. Grièvement blessé, Jojo est transporté à l'hôpital par Klenzendorf et son unité. Il survit à ses blessures, mais son visage et son corps présentent désormais de grandes cicatrices et sa jambe gauche est sérieusement atteinte, causant une claudication. En dépit de cette épreuve, grâce à sa mère Rosie (Scarlett Johansson), Jojo peut continuer à servir le régime nazi, notamment en distribuant des ordres de mobilisation et en collant des affiches de propagande à la gloire du Nazisme.
De retour chez lui, alors qu'il est seul à la maison, Jojo entend un bruit suspect en provenance de la chambre de sa défunte sœur aînée, Inge. Il parvient à ouvrir une partie de la cloison et découvre avec stupéfaction que s'y cache une jeune fille juive, Elsa (Thomasin McKenzie), une amie d'Inge, qui profite de la stupeur de Jojo pour le terroriser et lui voler son couteau. Il s'avère ainsi que Rosie, en réalité une opposante au régime nazi, cache la Juive dans sa propre maison.
Une cohabitation houleuse s'installe alors entre Jojo et Elsa, le jeune garçon ayant conscience qu'il ne peut dénoncer Elsa sans risquer de mettre sa vie et celle de sa mère en péril. Rosie, qui ignore que son fils est au courant de la présence de la Juive au sein de sa maison même si elle discute fréquemment avec la jeune fille la nuit tombée, doit composer avec le tempérament de son fils, qui lui reproche un manque de patriotisme. Jojo apprend également d'Elsa qu'elle est fiancée à un jeune homme, Nathan. Inexplicablement jaloux de cette union, Jojo écrit une fausse lettre de rupture, affirmant qu'elle vient de Nathan mais devant le bouleversement d'Elsa, en rédige une nouvelle pour tenter de réparer son erreur.
Inspiré par une plaisanterie du capitaine Klenzendorf qu'il a rencontré pendant une séance de rééducation et qui expliquait que les Nazis auraient besoin d'un guide pour reconnaître les Juifs, Jojo commence à interroger Elsa sur le peuple juif, ses traditions et sa culture. Bien que les conversations soient initialement tendues en raison des préjugés antisémites de Jojo et de la grande fierté d'Elsa, elles sont progressivement plus apaisées. De son côté, Adolf Hitler est complètement irrité par les discussions entre les deux enfants et ne pense qu'à les séparer, hystérique à l'idée qu'un allemand fraternise avec une juive. Au cours des jours qui suivent, Jojo et Elsa semblent se rapprocher, au point que Jojo doive finalement reconnaître intérieurement qu'il aime Elsa alors que cette dernière prend un bain.
Alors que Rosie est absente, Jojo reçoit la visite inopportune d'un groupe d'agents de la Gestapo menés par Herman Deertz (Stephen Merchant), rapidement suivis du capitaine Klenzendorf et son bras droit Finkel, venus protéger Jojo des agents. De peur que sa cachette ne soit découverte, Elsa choisit de se faire passer pour la défunte sœur de Jojo, Inge. Interrogée par le capitaine Klenzendorf sur sa date de naissance, Elsa se trompe d'une semaine mais Klenzendorf, bien qu'il ait en main les documents d'identité d'Inge, devine qu'elle est de confession juive et ne dit rien pour protéger les enfants des nazis. La Gestapo quitte ensuite la maison après avoir trouvé le livre sur les Juifs rédigé par Jojo, qui provoque l'hilarité générale.
Bien qu'ayant cette fois-ci échappé aux autorités, Jojo doit faire face à un terrible drame : Rosie a été arrêtée et condamnée à mort par le régime nazi. Ayant découvert avec horreur le cadavre de sa mère pendue en place publique, Jojo retourne chez lui et effondré, tente de poignarder Elsa qu'il juge responsable de ce malheur, mais ne peut se résoudre à aller au bout de son geste. Il fond en larmes de désespoir, maladroitement consolé par la jeune fille qui comprend ce qui est arrivé. Pendant la nuit suivante, Jojo et Elsa assistent au bombardement des environs de Falkenheim par les Alliés. Les deux enfants, désormais entièrement livrés à eux-mêmes, continuent, malgré cette épreuve, à cohabiter et se rapprocher.
Lorsque les Alliés lancent l'assaut sur la ville, Jojo se retrouve en plein milieu de combats, où il retrouve notamment son meilleur ami, Yorki (Archie Yates). Comme il porte une veste d'uniforme nazi, il est arrêté par des soldats russes, puis retrouve le capitaine Klenzendorf, en piteux état. Ce dernier, qui n'a jamais été un fervent adorateur du régime nazi, présente ses condoléances pour la mort de Rosie puis, pour sauver Jojo du massacre, déclare à grands cris que l'enfant est juif pour le dédouaner. Le stratagème fonctionne et Jojo est emmené à l'écart et libéré tandis que Klenzendorf et les autres prisonniers allemands finissent fusillés.
Toutefois, Jojo craint qu'Elsa soit morte dans les bombardements de l'assaut final. Il court à toute vitesse vers sa maison pour réaliser qu'elle est toujours vivante et cachée. Il commence à avoir peur que la jeune fille le quitte à la suite de la défaite de l'Allemagne nazie, ce qui le laisserait entièrement seul. Il ment donc à Elsa et affirme que les Nazis l'ont emporté sur les Alliés. Cependant, Jojo ne peut finalement se résoudre à laisser Elsa dans cette situation. Il rédige une dernière lettre de Nathan, expliquant que Nathan et lui ont un projet pour l'emmener à Paris. Elsa admet alors avec tristesse que Nathan est en réalité mort de la tuberculose depuis un an et qu'elle a toujours su que c'était Jojo qui rédigeait les lettres. L'enfant avoue son amour à Elsa, même s'il est conscient qu'elle ne le voit pour l'instant que comme un petit frère.
Avant de faire sortir Elsa pour la faire profiter de la liberté, le jeune garçon retourne dans sa chambre et se retrouve confronté à un Adolf Hitler bouillant de rage (et portant une blessure à la tête, reprenant le suicide du véritable Hitler) qui lui reproche de s'être adouci et d'être tombé amoureux de l'ennemi. Il affirme alors qu'une romance avec Elsa sera impossible parce qu'il est trop jeune et balafré et lui ordonne d'oublier tout ce qui est arrivé. Jojo, désormais fou amoureux d'une Juive et ayant perdu sa mère et son mentor Klenzendorf à cause du régime nazi, repousse avec dégoût son ami imaginaire et le tue en l'expulsant d'un coup de pied à travers la fenêtre de l'appartement. Il sort ensuite en compagnie d'Elsa. En observant les étendards des soldats américains, la jeune fille comprend que Jojo lui a menti. Elle lui assène une gifle et le jeune garçon admet le mériter. Faisant suite à une promesse d'Elsa sur ce qu'elle ferait une fois libre, les deux enfants se mettent à danser dans les rues dévastées de Falkenheim.

## Fiche technique
- Titre original : Jojo Rabbit
- Titre québécois : Jojo
- Réalisation : Taika Waititi
- Scénario : Taika Waititi, d'après le roman Le Ciel en cage de Christine Leunens
- Musique : Michael Giacchino
- Direction artistique : Ondrej Lipensky
- Décors : Ra Vincent
- Costumes : Cynthia Bergstrom et Mayes C. Rubeo
- Photographie : Mihai Mălaimare Jr.
- Montage : Tom Eagles
- Production : Carthew Neal, Taika Waititi et Chelsea Winstanley
  - Production déléguée : Kevan Van Thompson
- Sociétés de production : Fox Searchlight Pictures, TSG Entertainment, Czech Anglo Productions, Piki Films et Defender Films
- Sociétés de distribution : Walt Disney Studios Distribution (États-Unis et France)
- Budget : 14 millions de dollars
- Pays d'origine :  États-Unis,  Nouvelle-Zélande,  Tchéquie
- Langue originale : anglais (et secondairement allemand)
- Format : couleur — 1,85:1 — son Dolby Digital
- Genre : comédie noire et historique
- Durée : 108 minutes
- Dates de sortie [3] :
  - Canada : 8 septembre 2019 (festival international du film de Toronto - Présentations spéciales) ; 1er novembre 2019 (sortie nationale)
  - États-Unis : 19 septembre 2019 (festival du film de Boston) ; 8 novembre 2019 (sortie nationale)
  - Belgique : 29 janvier 2020
  - France : 29 janvier 2020

## Distribution
- Roman Griffin Davis (VF : Alois Agaësse-Mahieu) : Johannes « Jojo » Betzler, dit « Jojo Rabbit » (« Jojo le lapin » en VF)
- Scarlett Johansson (VF : Julia Vaidis-Bogard) : Rosie Betzler
- Thomasin McKenzie (VF : Camille Timmerman) : Elsa Korr
- Taika Waititi (VF : Stéphane Ronchewski) : Adolf Hitler
- Sam Rockwell (VF : Damien Boisseau) : le capitaine Klenzendorf ou capitaine K
- Rebel Wilson (VF : Véronique Alycia) : Fräulein Rahm
- Stephen Merchant (VF : Arnaud Bedouët) : le capitaine Deertz
- Alfie Allen (VF : Baptiste Mège) : Finkel
- Archie Yates (VF : Kaycie Chase) : Yorki

 Source et légende : version française (VF) sur RS Doublage

## Production
Le tournage débute le 28 mai 2018. Il a lieu en République tchèque, notamment à Prague, Úštěk, Chcebuz et Žatec. Des reshoots ont ensuite lieu en février 2019.

## Musique

### Bande Originale
La musique du film est composée par Michael Giacchino.
Liste des titres
1. Jojo's March (1:01)
2. Rabbit Got Your Tongue (1:20)
3. How Jojo Got His Name (0:30)
4. Adolf Einleitung in Cheek (1:02)
5. Catch the Antelopers (0:33)
6. Grenade and Bear It (0:45)
7. Jojo's Infirmary Period (0:53)
8. A New Uni-deform (1:12)
9. From Poster to Postest (0:25)
10. The Secret Room (5:14)
11. Pickled Pink (0:44)
12. Negotiate Your Heart Out (1:05)
13. Beyond Questions (1:07)
14. No Weak Jews (0:50)
15. The Elsa Prophecy (0:20)
16. A Boy of Letters (0:27)
17. A Game of Names (0:30)
18. Mother Joker (1:16)
19. A Few of My Shiniest Things (1:38)
20. Eye of the Tiger (String Quartet Version) (2:08)
21. Get to the Back of the HQ (0:16)
22. Proving Your Metal (0:49)
23. Elsa's Art Appreciation (1:55)
24. Gestapo Making Sense (4:01)
25. Don't Speech Your Pants (1:01)
26. A Butterfly's Wings (1:16)
27. Rosie's Nocturne (2:36)
28. The Kids Are All Reich (2:39)
29. Allies Well That Ends Well (0:59)
30. New World Order (0:57)
31. A Few Too Germany (1:10)
32. What Elsa Is New (2:01)
33. Nathan's Last Letter (0:51)
34. The Adolf in the Room (0:41)
35. A World to the Wise (0:46)
36. Elsa Behaved (0:38)
37. Jojo's Theme (3:53)

### Bande Originale du Film
Un autre album est commercialisé, avec les chansons non originales présentes dans le film. On retrouve notamment les Beatles avec la version allemande de I Want to Hold Your Hand ou Helden, la version allemande de Heroes de David Bowie en générique de fin.
| 1.  | Komm, gib mir deine Hand              | The Beatles                                                      | 2:27 |
| 2.  | Tabú                                  | Lecuona Cuban Boys                                               | 3:11 |
| 3.  | The Dipsy Doodle                      | Ella Fitzgerald feat. Chick Webb & His Orchestra                 | 3:10 |
| 4.  | I Don't Wanna Grow Up                 | Tom Waits                                                        | 2:31 |
| 5.  | Everybody's Gotta Live                | Love                                                             | 3:20 |
| 6.  | Mama                                  | Roy Orbison                                                      | 2:46 |
| 7.  | Helden                                | David Bowie                                                      | 3:39 |
| 8.  | Jojo's Theme                          | Michael Giacchino                                                | 3:54 |
| 9.  | Valse de Faust (Charles Gounod)       | The Hollywood Bowl Symphony Orchestra & The Roger Wagner Chorale | 4:18 |
| 10. | A Butterfly's Wings                   | Michael Giacchino                                                | 1:17 |
| 11. | Rosie's Nocturne                      | Michael Giacchino                                                | 2:37 |
| 12. | Voix du printemps (Johann Strauss II) | Vienna Boys Choir, Gerald Wirth & Salonorchester Alt Wien        | 7:23 |

## Accueil

### Critiques
Le film reçoit globalement des critiques mitigées de la part de la presse et obtient une moyenne de 3,1/5 sur Allociné.
Cahiers du Cinéma : « Écrit à la truelle, jamais drôle ni gracieux malgré son bombardement de signaux de séduction, persuadé que son discours inattaquable et ses références de bon goût suffisent à l’ériger en conte postmoderne, Jojo Rabbit ne suscite finalement que l’embarras ».
20 Minutes l'a trouvé très réussi : « Dans Jojo Rabbit, Hitler fait rire mais aussi pleurer ce qui rend les moments comiques d’autant plus puissants. « L’équilibre était dur à trouver dans ma façon de l’interpréter » dit Taika Waititi. Sa réussite n’en est que plus remarquable ».
Première n'a pas du tout aimé le film : « C’est triste à dire, mais Jojo Rabbit, alternant facilités et banalités, fonce vers le mélo et se repose trop sur sa grande idée (« Hitler est mon ami imaginaire rigolo et flippant ») pour dire quoi que ce soit d’intéressant, ou de drôle ».

### Box-office
| Pays ou région    | Box-office      | Date d'arrêt du box-office | Nombre de semaines |
| ----------------- | --------------- | -------------------------- | ------------------ |
| États-Unis Canada | 33 370 906 $    | 19 mars 2020               | 22                 |
| France            | 408 217 entrées | 14 mars 2020               | 7                  |
| Total mondial     | 90 335 025 $    | -                          | -                  |

## Distinctions

### Récompenses
- Festival international du film de Toronto 2019 : prix du public[18]
- BAFTA 2020 : Meilleur scénario adapté
- Oscars 2020 : Meilleur scénario adapté
- Critic's Choice Award 2020 : Meilleur Espoir pour Roman Griffin Davis
- Golden Schmoes 2019 : Meilleure Actrice dans un Second Rôle pour Scarlett Johansson
- Holywood Films Award : Meilleur Design de Production et Meilleure Photographie

### Nominations
- Golden Globes 2020 :
  - Meilleur film musical ou comédie
  - Meilleur acteur dans un film musical ou une comédie pour Roman Griffin Davis
- Oscars 2020 : 
  - Meilleur film
  - Meilleure actrice dans un second rôle pour Scarlett Johansson
  - Meilleurs décors et direction artistique
  - Meilleurs costumes
  - Meilleur montage